# Марина Силва
Вижте пояснителната страница за други личности с името Силва.
Мария Осмарина Марина Силва Ваш ди Лима (на португалски: Maria Osmarina Marina Silva Vaz de Lima) е бразилска политичка, министър на околната среда.

## Биография
Родена е в село в голяма растителна плантация, на 70 километра от Риу Бранку, столицата на най-западния бразилски щат Акри. Има 11 братя, но само 2 от тях надживяват възрастта от 8 г. Работейки усилено на плантациите, тя помага на своя баща да изплати дълговете си на кредиторите. През 1981 г. се записва във Федералния университет на Акри. Там се запознава с марксизма и се присъединява към полувоенна група, наречена Революционна комунистическа партия (Partido Revolucionário Comunista).
Политическата ѝ дейност започва като съветник в Риу Бранку през 1988 г. Присъединява се към екологичната борба на Чику Мендес и с него основава през 1985 г. в Акри Централния профсъюз на трудещите се (Central Única dos Trabalhadores), основна синдикална организация в Бразилия. В същата година става член на Работническата партия (Partido dos Trabalhadores). През 1986 е кандидат-депутат от щата, но не спечелва тази позиция.
Като съветник в Акри предизвиква скандал, разкриващ незаконни финансови облаги, които са си устройвали други съветници. През 1990 г. става съветник от щата. Тя е пламенен защитник на опазването на областта около река Амазонка и инициатор на множество проекти за регулиране достъпа до биоразнообразието там.
Заема поста министър на околната среда от 2003 г.
Марина Силва е застъпник за спасяването на бразилската тропическа гора от поголовната сеч. Неин основен противник е губернаторът на Манауш, който заявява, че спасяването на гората можело да става само посредством икономически подем, осигуряван от масовите соеви насаждения, способстващи за производството на биогориво.
На 13 май 2008 г. е принудена да подаде оставка, защото по нейно признание министерството на селското стопанство и службата за разпределение на земеделските площи, също подкрепящи изсичането на тропическата гора, осуетяват работата ѝ.